# جان-لويس ألكسندر هرنسشندر
جان-لويس ألكسندر هرنسشندر (بالألمانية: Johann Ludwig Alexander Herrenschneider ) (و. 1760 – 1843 م) هو عالم فلك، ورياضياتي، وكيميائي، وفيزيائي، وأستاذ جامعي من فرنسا .
توفي عن عمر يناهز 83 عاماً.